# Tamazight de Touggourt
Pour les articles homonymes, voir Tamazight (homonymie) et Tachelhit (homonymie).
Le tamazight de Touggourt, également appelé tamazight de l'Oued Righ, tachelhit de l'Oued Righ, tarighit, ou tamazight de Tamacine, est une langue berbère zénète parlée dans certaines des oasis de la région nord-est de l'Oued Righ autour de Touggourt à l'est de l'Algérie. Comme en 1893, la zone principale où il est parlé était à Tamacine, Blidet Amor, Megarine et Ghamra. Il est étroitement lié aux langues voisines mozabite et teggargrent (ouargli)[réf. nécessaire].